# Адольф Тровіц
Адольф Едуард Тровіц (нім. Adolf Eduard Trowitz; 24 вересня 1893, Дессау — 3 січня 1978, Гамбург) — німецький воєначальник, генерал-майор вермахту. Кавалер Лицарського хреста Залізного хреста.

## Біографія
Син фармацевта. Учасник Першої світової війни. Після демобілізації армії залишений у рейхсвері. 30 червня 1925 року звільнений у відставку, працював торговцем у Гамбурзі. 1 жовтня 1933 року поступив на службу в земельну оборону. 1 травня 1934 року повернувся в рейхсвер. З 8 січня по 15 травня 1943 року — командир 122-ї, з 5 червня по 3 вересня 1943 року — 332-ї, з 19 вересня 1943 року — 57-ї піхотної дивізії. 7 липня 1944 року взятий в полон під час операції «Багратіон». Вступив у національний комітет «Вільна Німеччина», проте після війни був засуджений до 25 років ув'язнення. В 1955 році звільнений.

## Звання
- Фанен-юнкер (23 березня 1914)
- Лейтенант без патенту (28 грудня 1914) — одержав патент у 1917 році.
- Обер-лейтенант (18 жовтня 1918)
- Гауптман запасу (1 липня 1925)
- Гауптман земельної оборони (1 жовтня 1933)
- Гауптман (23 квітня 1934)
- Майор (1 квітня 1936)
- Оберст-лейтенант (1 жовтня 1939)
- Оберст (17 грудня 1941)
- Генерал-майор (1 липня 1943)

## Нагороди
- Залізний хрест 2-го і 1-го класу
- Нагрудний знак «За поранення» в чорному
- Німецький імперський спортивний знак
- Почесний хрест ветерана війни з мечами
- Медаль «За вислугу років у Вермахті» 4-го, 3-го і 2-го класу (18 років)
- Застібка до Залізного хреста
  - 2-го класу (28 вересня 1939)
  - 1-го класу (27 червня 1940)
- Німецький хрест в золоті (8 червня 1942)
- Медаль «За зимову кампанію на Сході 1941/42» (25 липня 1942)
- Дем'янський щит
- Лицарський хрест Залізного хреста (21 лютого 1944)